# Zonantes subfasciatus
Zonantes subfasciatus är en skalbaggsart som först beskrevs av Leconte 1875.  Zonantes subfasciatus ingår i släktet Zonantes och familjen ögonbaggar. Inga underarter finns listade i Catalogue of Life.